# Middle America
Middle America，常译作“（美国的）心臟地带”“（美国的）小镇价值”“半个美国”“美国中产阶级”“中间美国”“中美”“中部美国”，是美式英语中的一句俗语，用于描述地理上的美国大部分乡村与郊区的文化状态和区域特征。此术语通常在与城市进行比较时提及：这两种状态反应的不同价值观刻画出美国文化上的分歧。

## 作为文化和地理的描述词
在地理上，“Middle America”指的是居于美国东岸（特别是东北部）与西岸之间的区域。这个词语在某些场合会被作为沿海州份内陆地区的指代，特别是当这些地区为乡村时。大部分的加利福尼亚州中部谷地和宾夕法尼亚州内陆部分通常被作为“Middle American”。在这种情况下，“Middle American”这个术语被用于描述美国中部。
“Middle America”更常见的用法是作为文化上的描述词，而非地理上的描述词。在文化上，“Middle America”可以指那些主要由中产阶级、新教徒与白人居民聚居的小镇或郊区。因此，这个词语常被画成漫画来讽刺1950年代的美国。“Middle America”一般不包括芝加哥（美国第三大城市，以及全球十大城市之一）或极度富有的亞思朋这类地区。不过，美国南部的沿海地区通常也包括在“Middle America”之中。另外，“Middle America”这一以美国为中心定义的概念易同中部美洲或中美洲产生混淆。

## 经济
“Middle America”的经济通常是传统的农业，尽管现今绝大多数的“中部美国人”都居住在郊区。与美国沿岸相比，这些地区的房地产价格偏低（因为土地充裕），但经济上的差距并不十分明显。“Middle America”地区的房地产价格要比沿海地区稳定，升值情况也明显慢于其他地区。